# Timócrates de Lámpsaco

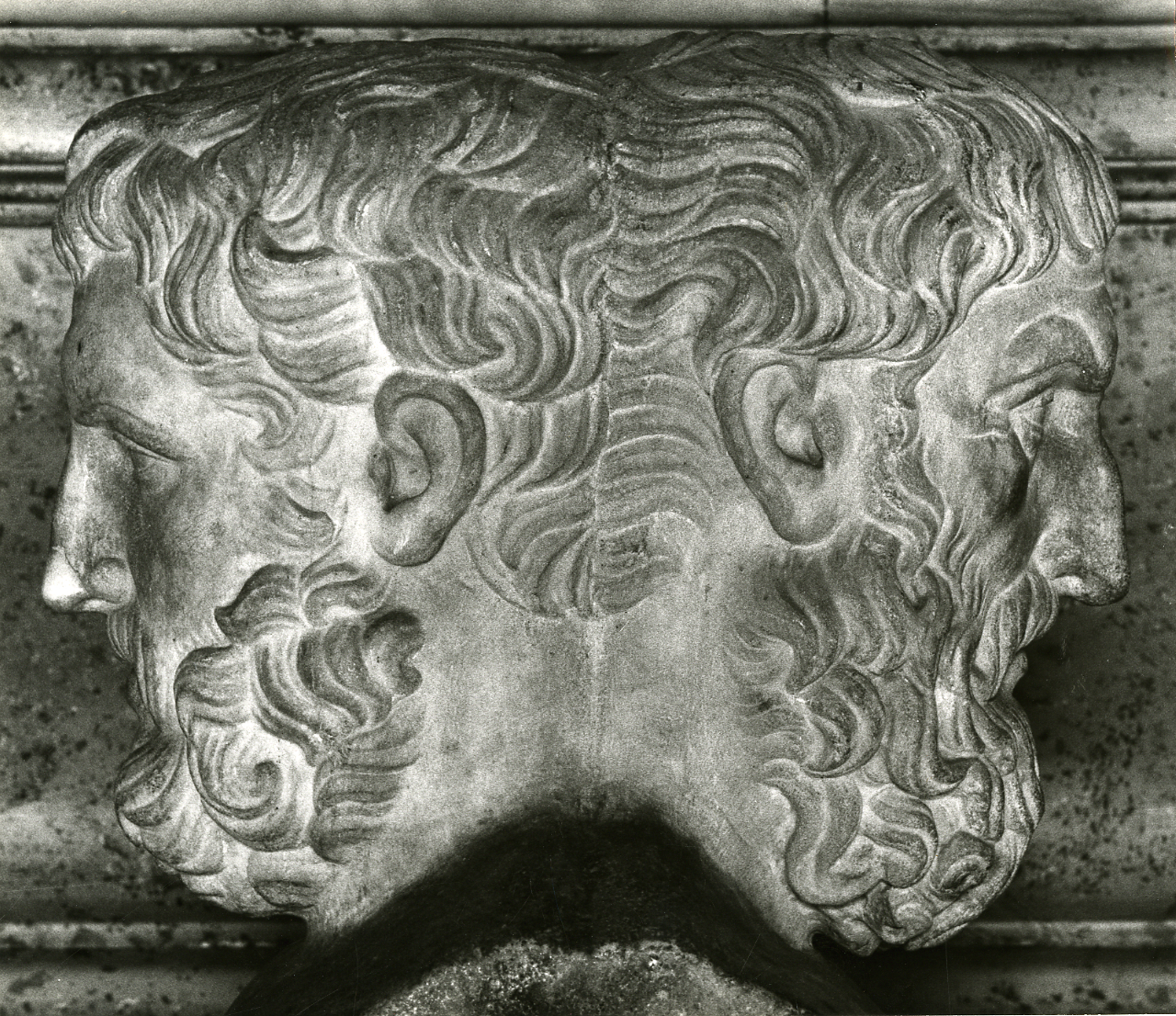
Metrodoro y Epicuro escribieron obras contra Timócrates

Timócrates de Lámpsaco ( en griego: Τιμοκράτης)  fue un epicúreo renegado que hizo parte de su misión de vida difundir la calumnia que representaba la filosofía y el estilo de vida de Epicuro. 
Era el hermano mayor de Metrodoro, el mejor amigo de Epicuro y el seguidor más leal, que nació en Lámpsaco a finales del siglo IV a. C.. Estudió con su hermano en la escuela de Epicuro, pero en algún momento alrededor de 290 a. C., rompió con la escuela, aparentemente porque se negó a aceptar que el placer era el bien supremo de la vida. La disputa se hizo bastante amarga; Filodemo de Gadara cita a Timócrates diciendo que "tanto amaba a su hermano como nadie más lo había hecho y lo odió como a nadie más". En una carta muy citada, Metrodoro, de manera exagerada, hizo que Timócrates se esforzara en no hacer del estómago la base de todo lo relacionado con el bien primordial. Metrodoro escribió al menos una obra contra Timócrates; y Epicuro también escribió una Opinión sobre las pasiones, contra Timócrates. En respuesta, Timócrates escribió una polémica contra Epicuro, en la que afirmaba que Epicuro no era un ciudadano ateniense genuino, y que era desaliñado, débil, ignorante, grosero y vomitaba dos veces al día por sus excesos. Su libro contra Epicuro, publicado después de su apostasía, se tituló "Delicias" (euphranta). 

## Lectura adicional
- Sedley, D.N. (1976), ‘Epicurus and his professional rivals’, in: Bollack J. & A. Laks (eds.), Études sur l'épicurisme antique (Cahiers de Philologie I), Lille, pp. 119–59.